# Johan Alm (borgmästare)
Johan Alm, född på 1600-talet i Karlskrona, död 8 mars 1740, var en svensk borgmästare, riksdagsledamot och politiker.

## Biografi
Johan Alm föddes på 1600-talet i Karlskrona. Han var son till handlanden Olof Johansson Alm (död senast 1711). Alm blev 1701 student vid Lunds universitet och 1709 provinsialfiskal i Karlskrona. Han blev sedan justitieborgmästare i Karlshamn och avled 1740.
Alm var riksdagsledamot för borgarståndet i Karlshamn vid riksdagen 1719, riksdagen 1731 och riksdagen 1734.
Alm var gift med Helena Lewenhagen.